# اندچس
اندچس (به آلمانی: Andechs) یک شهر در آلمان است که در بایرن واقع شده‌است.

## خصوصیات
اندچس ۴۰٫۴۴ کیلومترمربع مساحت دارد ۶۹۰ متر بالاتر از سطح دریا واقع شده‌است.